# Il mostro (miniserie televisiva)
Il mostro (The Deliberate Stranger) è una miniserie televisiva in due puntate del 1986 diretta da Marvin J. Chomsky e basata sul libro The Deliberate Stranger scritto dal reporter statunitense Richard W. Larsen nel 1980 incentrato sul serial killer statunitense Ted Bundy, interpretato da Mark Harmon.

## Trama
L'opera omette l'infanzia del killer, i primi anni di vita e le prime sei vittime conosciute (cinque omicidi e la prima vittima che è sopravvissuta), preferendo iniziare il racconto con l'omicidio di Georgeann Hawkins e dopo ulteriori crimini di Bundy a Washington, Utah, Colorado e Florida. Frederic Forrest interpreta il ruolo del detective di Seattle, Robert D. Keppel, e George Grizzard il giornalista Larsen.

## Produzione
L'avvocato di Bundy, Polly Nelson, nel suo libro La difesa del Diavolo ha detto che il film appare "incredibilmente accurato" e tutto ciò che è ripreso è semplicemente ciò che è stato dimostrato. Nello stesso libro, inoltre, è elogiato anche il ritratto che Harmon traccia di Bundy, notando come l'attore ne riproduca la postura rigida e la tipica espressione di sospetto. Secondo Nelson, il suo cliente, ancora nel braccio della morte quando il film è andato in onda, non ha mostrato alcun interesse nel vederlo.
Ann Rule, che ha conosciuto Bundy prima degli omicidi, perché avevano lavorato insieme in una hotline dedicata a crisi suicide, ha evidenziato come il ritratto fornito da Harmon consenta di "perdere le insicurezze che si annidavano in Bundy, nella sua aria fiduciosa". Harmon è stato candidato ai Golden Globe per la sua interpretazione di Bundy.
I nomi di tutte le vittime (così come quello della fidanzata di Bundy) sono stati modificati, con le sole eccezioni di Denise Naslund e sua madre Eleanor Rose, ma il resto è molto puntiglioso nella rappresentazione degli eventi.

## Distribuzione
La miniserie è stata trasmessa negli Stati Uniti il 4 e 6 maggio 1986 sulla rete NBC. È andata in onda per la prima volta in Italia l'1 e 2 febbraio 1987 in prima serata su Canale 5, e replicata in seguito il 4 e 5 settembre 1988 sempre su Canale 5.